# Roy Bittan

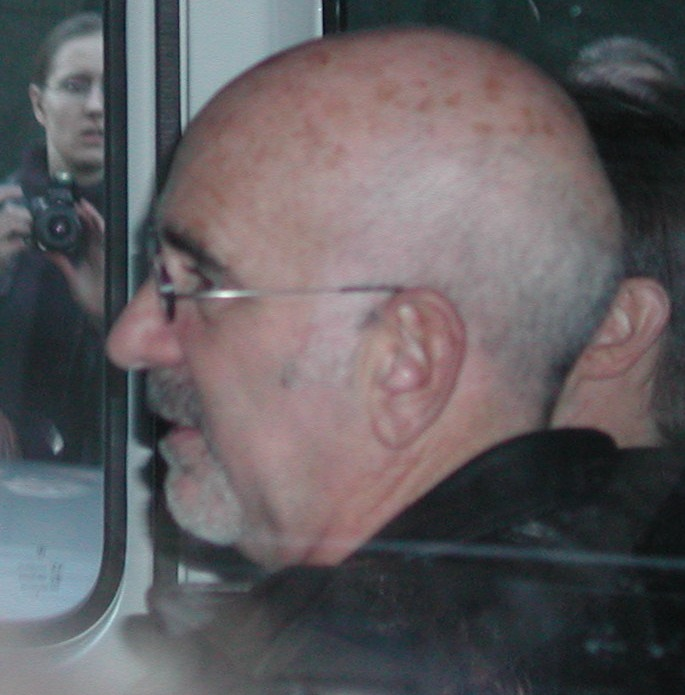
Roy Bittan

Roy Bittan, född 2 juli 1949 i Rockaway Beach i Queens i New York, är en amerikansk musiker.
Bittan är pianist i Bruce Springsteens E Street Band som han började att spela med 1974. Springsteen brukar presentera honom som "Professor" Roy Bittan.
Förutom som pianist i E Street Band har han medverkat på musikalbum med David Bowie, Jackson Browne, Tracy Chapman, Chicago, Catie Curtis, Dire Straits, Peter Gabriel, Meat Loaf, Stevie Nicks, Bob Seger, Patti Smith, Jim Steinman och Bonnie Tyler. Han spelade även keyboard på Bon Jovis genombrottslåt "Runaway".

## Karriär

### Bruce Springsteen
Bittan är en av de medlemmar som har varit med längst i E Street Band och han har medverkat på de flesta av Springsteens album.
När Springsteen beslutade att gör att uppehåll i samarbetet med E Street Band 1989 fortsatte Bittan att turnera och spela in nya låtar med honom. På albumet Human Touch bidrog han dessutom som låtskrivare och producent. Han var även med då Springsteen och bandet återförenades 1999.

### Meat Loaf och Jim Steinman
Roy Bittan spelade nästan all pianomusik på Meat Loafs genombrottsalbum Bat Out of Hell, 1977. Sedan dess har han samarbetat med producenten och låtskrivaren Jim Steinman och medverkat på bland annat Meat Loafs Bat Out of Hell II: Back Into Hell, Steinmans soloalbum Bad for Good, en Air Supply-singel, en Barbra Streisand-singel och ett album av Pandora's Box. Bittan spelade även med Fire Inc., som släppte två låtar av Steinman till rockfilmen Streets of Fire 1984. De två låtarna var dock inga kommersiella succéer.

### Dire Straits
Han spelade piano på Dire Straits album Making Movies.